# هولتسبونگه
هولتسبونگه (به آلمانی: Holzbunge) یک شهر در آلمان است که در رندسبورگ-اکرنفورده واقع شده‌است.
 هولتسبونگه  ۳۵۷ نفر جمعیت دارد.